# SDガンダムGX
SDガンダムGXとは、1994年5月27日にバンダイから発売されたスーパーファミコン用対戦シミュレーションゲーム。

## 概要
『SDガンダムX』の次回作で青と赤の2グループに分かれて対戦をする。
前作と異なり大将ユニットを倒すことが勝利条件とされたほか、GXチップを搭載して
3D対艦バトルが追加された。ファンネルやインコムの動きも変わり
変形ボタンやIフィールドもL・Rボタンに変更され、武器や攻撃パターンもより多彩になった。マップ兵器と「コロニー落とし」という特殊攻撃が加わり、補給や推進剤といった概念も加わり、戦略性が増している。
前作よりもコンピュータ側の思考時間が大幅に短くなり、スピードアップした。

## システム
基本的システムは前作を踏襲している。
それぞれの勢力には技術力を表すTECレベル(テクニカルレベル)が設定されており
TECレベルが高くなるにしたがってと性能の高い機体が生産できるようになると共に、それまでも生産できた従来のユニットの生産コストは安くなる様になっている。TECレベルは毎ターンのはじめに自軍の占領下にあるベース（基地）の数*2のTECポイントが加算され
そのポイントが一定値を超えた場合テクニカルレベルが上昇する。
最大レベルは5で初期設定により1～3の状態からスタートすることが出来る。
MSとMAにはレベルが設定されており共に1→2→3→ACEの順であがる。アクションバトルで生存すると0.5ポイント
3D対艦バトルで戦艦を撃沈した場合は1レベル上昇し、レベルが上がることによりアクションバトルでの
スピードや防御力、CPUの判断力などが上昇する。ACEになると一部の機体にしかできない砲撃が可能になる。
またVガンダムなど一部の機体は、ACEの状態で戦艦などで補給すると姿が変化する。
生産は自軍が占領した基地で生産を行い、戦艦やMSなどを生産する。また、中立の基地を占領したときにはランダムで
ゲームオリジナルユニットのトルネードガンダムが入手可能である。
マップは前作同様ヘックスマップである。宇宙空間をあらわすメインマップと惑星（地球）や衛星（月）のマップは
別マップ化されており原則として、艦船ユニットを利用しての降下・打ち上げによる移動でのみ、これら別マップに移動できる。
多くのステージでは、マップの概念は実在の関係に囚われず、これら惑星や衛星が複数存在する広大なステージも用意されている。
前作との違いとして、各ユニットに宇宙用・地球用・万能といった地形・空間に関する概念と推進剤が新たに設定の追加が挙げられる。
それぞれのユニットは自らの地形と適合する場所でしか活動できず、また推進剤が0になると毎ターン1マスしか動けなくなるようになった。推進剤はMSは艦船への搭載、艦船は補給艦またはベースのドックへ入港することで回復する。これらにより運用に多くの制限が
設けられると共に、新たな戦略が求められるようになった。
初期設定としてゲーム開始時に宇宙及びそこに配置される惑星・衛星の各マップ選択し、初期資金、使用勢力、BGM、ターン数などが
設定できる。これらを用いてハンディキャップをつけることも可能である。
アクションバトルの面では、新チップの搭載によりファンネルやインコムの動きが大きく変化した。
ファンネルでは従来の放出後MSの周りで敵のほうに攻撃するものから敵に近づくとその敵に周囲でランダムに位置を変えながら
攻撃するものに変わった。また従来ではファンネルを破壊されるたびに本体にダメージが加わるシステムであったがそれが無くなった。
インコムも従来の前方を斜め上下から挟むようなビーム砲からインコムが伸びて敵の方向へ自動攻撃するものに変わった。
ハイメガ粒子砲など一部の強力兵器については従来の溜め撃ち型から自身のHPを消費して大火力を撃つものに変わっている。
また、弾数についても全てを通して計算されるようになり（前作では1回のアクションバトルが終了すると弾数の制限のある兵器でも
全て回復した）より戦術的にも高度になった。

## 登場勢力
基本的に登場勢力による分類で5つの軍が設定されており、プレイヤーはこれらの中から最大4勢力を選んで戦う。また、同一勢力同士の戦いも可能であり選択肢が増加している。なお、ゲームバランスを図るため、本来クロスボーンの所属では無いザクマリナーがクロスボーンに入っていたり、ビグザムがハマーン・アクシズの所属になっているというような、アニメの設定とは若干の変更がされている。

### 地球連邦軍
地球連邦軍及びエゥーゴのユニットが集まっている。バランスが良く高性能な主役級MSも多数揃っているが、上位クラスの戦艦の性能は他勢力に比べやや低めである。V2ガンダムとGP03ステイメンは特定の条件でのみ出現する特殊MSであり、単独での生産はできない。
- MS・MA

  - ジム
  - アクア・ジム
  - ネモ
  - ジェガン
  - ガンキャノン
  - ガンダム
  - ガンダイバー
  - ガンイージ
  - リック・ディアス
  - リ・ガズィ
  - GP01フルバーニアン
  - メタス
  - スーパーガンダム
  - 百式
  - Ζガンダム
  - ΖΖガンダム
  - νガンダム
  - ガンダムF91
  - Vガンダム
    - V2ガンダム

  - GP03デンドロビウム
    - GP03ステイメン
- 艦船
  - サラミス
  - ホワイトベース
  - アイリッシュ
  - アーガマ
  - ラー・カイラム
  - コロンブス
  - ミディア
  - ラビアンローズ
  - ガルダ
  - HLV

### ティターンズ
ティターンズには、可変MS全盛期のMSが多く、全般的に移動速度が速い。グレネード・ミサイルを所持しているMSも多く、全体的に火力はやや高めとなっている。惑星上で使用可能な巨大MAを有している。
- MS・MA

  - アクア・ジム
  - ハイザック
  - マラサイ
  - ガルバルディβ
  - ガンダイバー
  - ガンダムアレックス
  - アッシマー
  - ハンブラビ
  - ガブスレイ
  - バーザム
  - ギャプラン
  - GP02サイサリス
  - メッサーラ
  - バウンド・ドック
  - パラス・アテネ
  - ジ・O
  - サイコガンダム
  - サイコガンダムMk-II
- 艦船
  - サラミス
  - グレイファントム
  - アルビオン
  - アレキサンドリア
  - ドゴス・ギア
  - コロンブス
  - ミディア
  - ラビアンローズ
  - ガルダ
  - HLV

### ハマーン･アクシズ
アクシズのハマーン勢力が使用していたユニットや一部の旧ジオンのユニットが含まれる。バラエティに富んでおり様々なタイプのユニットを生産することが出来る。
- MS・MA

  - ガザC
  - ザク・マリナー
  - カプール
  - ドライセン
  - ズサ
  - ガルスJ
  - ギャン
  - ガ・ゾウム
  - Rジャジャ
  - シュツルム・ディアス
  - ザクIII
  - ハンマ・ハンマ
  - ジャムル・フィン
  - ゲーマルク
  - キュベレイ
  - ビグ・ザム
  - ノイエ・ジール
- 艦船
  - ムサイ
  - エンドラ
  - サダラーン
  - グワダン
  - パゾク
  - ファットアンクル
  - ガウ
  - ラビアンローズ
  - HLV

### シャア・ネオジオン
ジオン公国軍・グレミー軍及び新生ネオ・ジオンのMSはこの中に含まれている。ファンネル・インコムを搭載したMSが多い。
- MS・MA

  - ザクII
  - ザク・マリナー
  - グフ
  - ドム
  - ゲルググ
  - ケンプファー
  - ズゴック
  - ギラ・ドーガ
  - バウ
  - ザメル
  - グラブロ
  - ガーベラ・テトラ
  - ヴァル・ヴァロ
  - ドーベン・ウルフ
  - ヤクト・ドーガ
  - エルメス
  - ジオング
  - サザビー
  - クィン・マンサ
  - α・アジール
- 艦船
  - ムサイ
  - ムサカ
  - ザンジバル
  - グワジン
  - パゾク
  - ファットアンクル
  - ガウ
  - ラビアンローズ
  - HLV

### クロスボーン/ザンスカール
クロスボーンおよびザンスカールのMSは、種類こそ少ないがショットランサーの攻撃能力が高く、序盤・初期配置ユニットの性能は他勢力を圧倒する。ザンスカールが加わったことにより前作よりも種類が多彩になった。
- MS・MA

  - ザク・マリナー
  - ガルグイユ
  - デナン・ゾン
  - デナン・ゲー
  - ゾロ
  - ベルガ・ギロス
  - ベルガ・ダラス
  - コンティオ
  - サン・ドージュ
  - ダギ・イルス
  - アビゴル
  - ビギナ・ギナ
  - ラフレシア
- 艦船
  - ザムス・ナーダ
  - ザムス・ギリ
  - ザムス・ジェス
  - ザムス・ガル
  - パゾク
  - ファットアンクル
  - ガウ
  - ラビアンローズ
  - HLV

### ゲームオリジナルMS
Xガンダム
青軍の大将機。ダブルビームライフル、ハイパービームサーベル、ファンネル、ハイパー拡散メガ粒子砲を装備。全MS/MA中最高クラスのHPと防御力、機動力を誇る高性能MS。
Xザク
赤軍の大将機。武装や機体性能はXガンダムと同じ。
トルネードガンダム
中立状態の生産拠点に希に待機しており、占領することで入手できる機体。多くの初期配置のMSよりも性能が高い。

## 評価
電撃スーパーファミコン新作チェッカー'94では7、4、7、8の26点。
レビュアーのうち3人（7、7、8をつけた者）は良く悪くもシリーズらしい内容で
最近は純粋なウォー・シミュレーションゲームは少なくなったがその中で本物で
ありそれだけで価値がありファンには満足できる、だが大将MSは一発逆転の要素を
持たせたのは悪くないがCOM戦では護衛に戦力をそがれるため戦力バランスが崩壊、100以上のユニット管理をするのは
初心者には少々辛い、1人プレイではラスボスまでコロニーレーザーで倒せてしまう戦略性の薄さ
2作目なら演出面をもう少し派手にして欲しかった、親指を痛くしながらグリグリ戦うのが好きな人には
お勧めで本当に楽しむには長くつきあってくれる人が必要不可欠だとした他、4点を付けたレビュアーは低評価の文言しかない者もいた。

## 攻略本
- 攻略本『SDガンダムGX』講談社 ISBN 978-4063292107
- 攻略本『SDガンダムGX完全攻略ガイド 』メディアワークス　ISBN 978-4073008774